# 燃燒的凝視
《燃燒的凝視》（英語：Firestarter）是由美國小說家史蒂芬·金所創作；在1980年出版以超能力為題材的長篇小說，亦被提名在1981年軌跡獎最佳科幻小說名單中。

## 劇情簡介
麥安迪（Andrew McGee）在大學時期為了賺取零用金，而參加一個被稱作「修理廠」（The Shop）的神祕政府組織所舉辦的藥物試驗。在試驗的過程中麥安迪雖認識了一名叫作湯薇姬（Vicky Tomlinson）的女性，之後並與她結婚生下一名叫做麥嘉莉（Charlie McGee）的女孩，不過在藥物試驗過後麥安迪發現自己擁有著能控制別人意志的技巧，而他的女兒麥嘉莉更具有著單靠凝視就能讓任何物品引發自燃的不可思議能力。
某一天麥安迪發現湯薇姬在家中慘遭殺害，便得知是修理廠將他們視為威脅的存在而想暗中去除。隨後麥安迪便帶著麥嘉莉，展開了一段漫長的逃亡日子。

## 與史蒂芬·金其它作品關聯
在史蒂芬·金的1987年小說《綠魔》中，有提及一名小女孩將名為「修理廠」組織給摧毀掉事蹟的段落。

## 改編影視作品
《燃燒的凝視》於1984年改編成電影《勢如破竹》上映，其中主角麥嘉莉由當時為女童星的茱兒·芭莉摩飾演，另外喬治·坎貝爾·史考特飾演了麥嘉莉故事中的主要敵手雷強（John Rainbird）。之後在2002年環球影業製作了內容原創的續集《奪命第六感》，以迷你電視影集形式播放。另外2014年特納電視網發佈有籌備計劃拍攝以成年的麥嘉莉對抗維修廠人物的電視影集。
2022年5月13日，同样改编自小说的《凶火》上映，该片也是《勢如破竹》的重制版。

## 外部連結
- 史蒂芬·金官方網站上的《燃燒的凝視》書籍介紹 （页面存档备份，存于）（英文）